# Tema armeníaco
El tema armeníaco (en griego: Άρμενιακόν [θέμα]; transliteración: [thema] Armeniakon), llamado también tema de los armeníacos, fue un tema bizantino (provincia cívico-militar) localizado en la región noreste de Anatolia.
Constituyó uno de los cuatro temas originales, fundados en el siglo VII, llegando a convertirse uno de los más importantes del Imperio. Agrupó a los remanentes del ejército bizantino, cuando se inició la expansión musulmana, y debido al hecho que sus generales encabezaron una serie de revueltas, el poder imperial tuvo que subdividirlo. Permaneció bajo el control bizantino hasta el siglo XI, cuando fue conquistado por los turcos selyúcidas.

## Historia

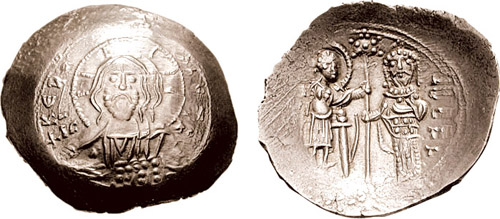
Histamenon de Alejo I Comneno (r. 1081-1118)

El tema armeníaco fue uno de los cuatro temas originales fundados en el siglo VII. Aunque existió una mención en 629 de un tal «Jorge turmarca de los armeníacos», durante las guerras romano-sasánidas del emperador Heraclio (r. 610-641), que pudo haber sugerido la existencia del tema en esta época, la primera referencia inequívoca en los registros data de 667-668, fecha en la cual ocurrió la revuelta de su general, Saborio. El tema armeníaco fue creado con los restos de uno de los ejércitos del antiguo Imperio romano de Oriente, después de las desastrosas derrotas sufridas en el transcurso de la primera ola de conquistas musulmanas, un proceso que probablemente se completó a fines de la década de 640. Por tal razón, el ejército del magister militum de la Armenia romana (los «armeníacos») fue retirado y establecido en las áreas del Ponto, Paflagonia y Capadocia, la cual da el nombre a la región.
La capital del tema era Amasia, gobernada por un estratego, quien junto con los otros estrategos del tema anatólico y del tema tracesiano, ocupaban el primer nivel en su categoría, con un salario anual de 20 kilos de oro. En el siglo IX, este personaje comandaba unos 9000 hombres y controlaba 17 fortalezas. Su tamaño e importancia estratégica por ser la frontera noreste del Imperio bizantino, limítrofe con los musulmanes, hicieron de su gobernador una figura poderosa, además, las fuerzas del tema participaron en varias revueltas en el siglo VIII. Como consecuencia de ello, fue dividido en el siglo siglo IX: las provincias más pequeñas de Carsiano y Capadocia se formaron, primero como kleisourai y más tarde como temas, mientras que por el año 819, los temas costeros de Paflagonia y Caldia se separaron, seguidos más tarde por el área de Colonea (primero bajo un dux, y por 863, bajo un estratego), dejando un menguado tema armeníaco abarcando apenas el Ponto occidental.
El tema permaneció bajo control bizantino hasta finales del siglo XI. En 1073, después de la desastrosa batalla de Manzikert, mercenarios francos al mando de Roussel de Bailleul tomaron el control de la región, gobernándola por varios meses, hasta que la autoridad bizantina llegó a ser restaurada por el general Alejo I Comneno. Sin embargo, inmediatamente después toda la región fue invadida por los turcos selyúcidas.